# William Thomas Clark

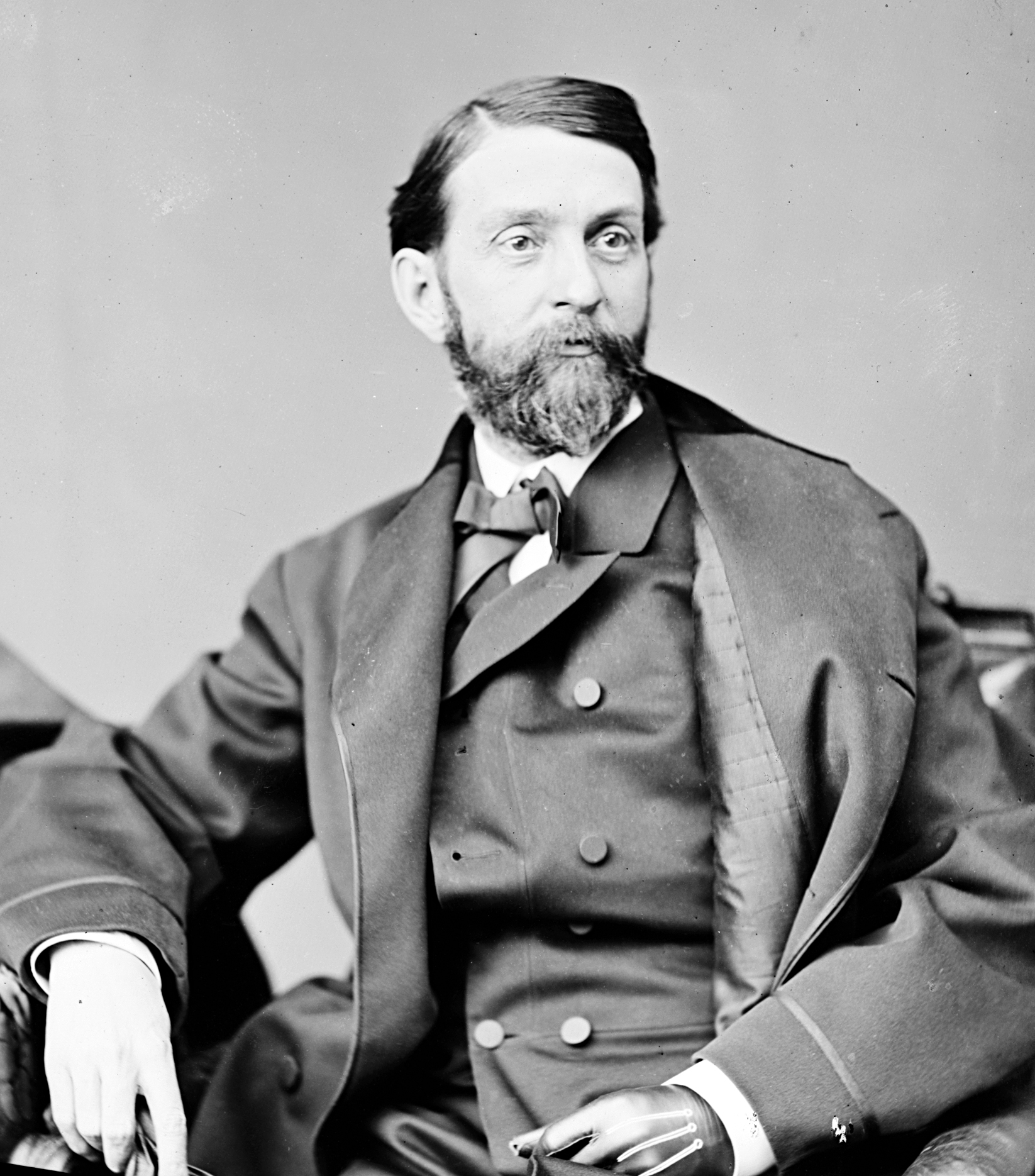
William Thomas Clark

William Thomas Clark (* 29. Juni 1831 in Norwalk, Connecticut; † 12. Oktober 1905 in New York City) war ein US-amerikanischer Offizier und Politiker. Zwischen 1870 und 1872 vertrat er den Bundesstaat Texas im US-Repräsentantenhaus.

## Werdegang
William Clark besuchte keine Schulen, sondern eignete sich das notwendige Wissen selbst an. Danach arbeitete er im Jahr 1846 als Lehrer in Norwalk. Nach einem anschließenden Jurastudium in New York und seiner 1855 erfolgten Zulassung als Rechtsanwalt begann er in Davenport (Iowa) in diesem Beruf zu arbeiten. Während des Bürgerkrieges diente er im Heer der Union, in dem er bis zum Brevet-Generalmajor der Freiwilligen aufstieg. Nach dem Krieg ließ er sich zunächst in Galveston (Texas) nieder, wo er im Bankgewerbe arbeitete.
Politisch war Clark Mitglied der Republikanischen Partei. Nach der Wiederaufnahme des Staates Texas in die Union wurde er in dessen drittem Wahlbezirk in das US-Repräsentantenhaus in Washington, D.C. gewählt, wo er am 31. März 1870 sein neues Mandat antrat. Im Jahr 1870 wurde er wiedergewählt und am 4. März 1871 trat er eine neue Amtszeit im Kongress an. Sein Gegenkandidat De Witt Clinton Giddings legte gegen den Ausgang der Wahl Widerspruch ein. Nachdem diesem entsprochen worden war, musste Clark sein Mandat am 13. Mai 1872 an Giddings abtreten.
In den Jahren 1872 bis 1874 war Clark Posthalter in Galveston. Zwischen 1876 und 1883 bekleidete er verschiedene Posten bei der Bundesregierung in Washington. Zuletzt war er Abteilungsleiter der Steuerbehörde. Im Jahr 1883 zog er nach Fargo im Dakota-Territorium, wo er als Rechtsanwalt praktizierte. Dort war er auch Mitherausgeber einer Zeitung. Von 1890 bis 1898 lebte er in Denver (Colorado), wo er ebenfalls als Anwalt tätig war. Danach kehrte er in die Bundeshauptstadt Washington zurück, wo er bis zu seinem Tod am 12. Oktober 1905 für die Steuerbehörde arbeitete. William Clark wurde auf dem Nationalfriedhof Arlington in Virginia beigesetzt.